# Universal Republic
Universal Republic Records — звукозаписывающий лейбл, являющийся подразделением Universal Motown Republic Group. Лейбл основан на основе несуществующего лейбла Republic Records